# Alfred Bitini Xuma
Alfred Bitini Xuma [ˈkǁuma] (* 8. März 1893 in Manzana Village, Gemeinde Engcobo; † 27. Januar 1962 in Johannesburg) war ein südafrikanischer Mediziner und Vorsitzender des African National Congress (ANC). Er war in zweiter Ehe mit Madie Beatrice Hall verheiratet, die als erste Präsidentin der ANC Women’s League wirkte.

## Leben

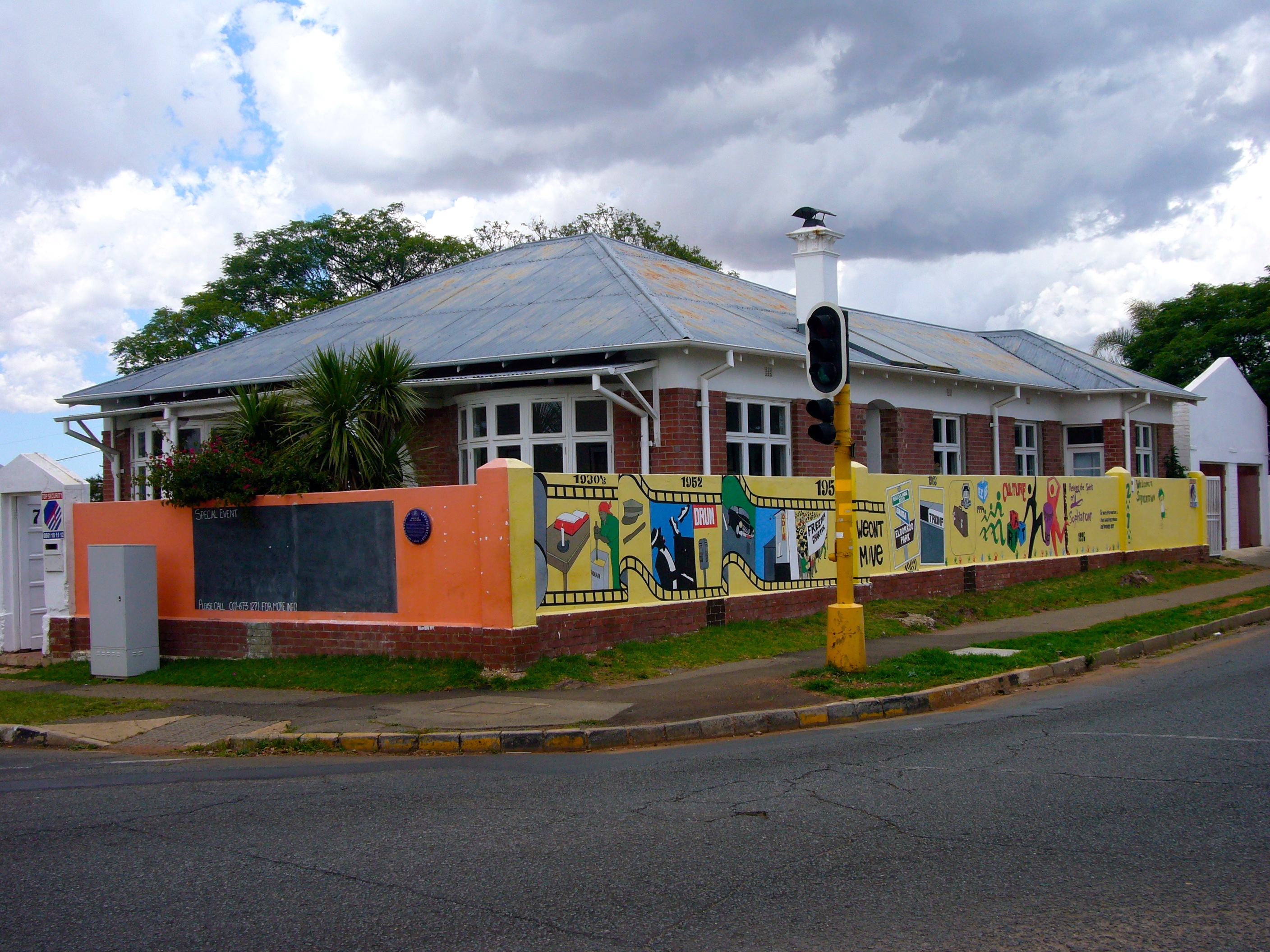
Xumas Haus in Sophiatown

Xuma wurde in einer einflussreichen Familie der Region Transkei geboren. Seine frühe Schulausbildung erhielt er ab dem siebten Lebensjahr in der Wesleyan Mission School von Manzana, einer Missionseinrichtung der Anglikanischen Kirche. Danach nahm er eine Lehrerausbildung am Pietermaritzburg Training Institute auf. Xumas erste akademische Ausbildung erwarb er in den Vereinigten Staaten, wo er 1913 eintraf. Zuerst studierte er am Tuskegee Institute in Alabama und schloss mit einem Diplom in Landwirtschaft ab. Danach ging er an die State University of Minnesota, wo er einen Bachelor erwarb. Das Medizinstudium begann Xuma an der University of Milwaukee, er setzte es an der Northwestern University in Chicago fort. Zur Erweiterung seiner medizinischen Kenntnisse ging Xuma nach Europa und spezialisierte sich auf Gynäkologie, Geburtshilfe und Chirurgie. Sein Weg führte dabei zunächst nach Österreich und Ungarn.
Weitere Abschlüsse kamen in Schottland mit dem Lizenziat des Royal College of Physicians (LRCP) und des Royal College of Surgeons of Edinburgh (LRCS) an der University of Edinburgh sowie der Royal Faculty of Physicians and Surgeons (LRFPS) an der University of Glasgow hinzu.
Im Jahr 1927 oder 1928 kehrte er nach Südafrika zurück, gründete eine chirurgische Praxis in Sophiatown, Empilweni genannt, und kam mit ersten politischen Aktivitäten in Kontakt. Xuma heiratete 1931 in Johannesburg die Liberianerin Priscilla Mason. Aus dieser Ehe gingen zwei Kinder hervor. Drei Jahre nach der Eheschließung verstarb seine erste Ehefrau. Nach ihrem Tod ging er erneut ins Ausland, wo er an der London School of Hygiene and Tropical Medicine ein Studium in Öffentlicher Gesundheitspflege absolvierte und mit einem Ph.D. abschloss. Im Jahr 1935 wählte man ihn zum Vizepräsidenten der All African Convention (AAC). Innerhalb dieser politischen Organisation, die sich für Verbesserungen in den Lebensverhältnissen unter der schwarzen Bevölkerung Südafrikas einsetzte, kam er mit führenden Persönlichkeiten auf diesem Gebiet zusammen. Das waren beispielsweise Davidson Don Tengo Jabavu, Präsident der AAC, und Zachariah Keodirelang Matthews, beide Dozenten am College Fort Hare. Innere Konflikte in der AAC führten zum Übertritt wichtiger Mitglieder in den ANC.
Im Jahr 1946 stattete Xuma im Rahmen einer inoffiziellen Delegation den Vereinten Nationen in New York einen Besuch ab, um sich dort mit einem Statement vom 22. Januar gegen die Pläne der damaligen südafrikanischen Regierung auszusprechen, die das Gebiet von Südwestafrika zu annektieren beabsichtigte.
Von 1940 bis 1949 war Xuma Präsident des ANC. Unter seiner Führung fasste der ANC die bisherigen politischen Erfahrungen und Erfolge in Positionspapieren zusammen. Xumas Wirken ist von einem konstitutionellen reformerischen Stil geprägt. Mit dem programmatischen Papier „African Claims in South Africa“ beschloss der ANC auf seiner Jahreskonferenz 1943 ein weitreichendes Thesenprogramm mit dem Charakter einer Regierungserklärung. Der damalige Ministerpräsident Jan Christiaan Smuts ignorierte jedoch diese Positionen und ging nicht zum Dialog über. Ein weiteres Dokument, „Bill of Rights“ genannt, erhob die Forderung nach gleichen Grundrechten für Schwarze in Südafrika und forderte die Abschaffung diskriminierender Gesetze. Zu den Forderungen gehörten gleiche Bildungsangebote, das Wahlrecht und das Recht auf Pressefreiheit, gerechter Zugang zu Rohstoffen und Landbesitz, Chancengleichheit bei der Berufsausübung, die Herbeiführung von Tarifrechten und die Gewährung von Gewerbefreiheit sowie eine angemessene Gesundheitsversorgung. In Fragen der Diskriminierung wurde eingefordert, dass der Staatsapparat auf „unhöfliche, rohe und rücksichtslose Behandlung“ der Schwarzen verzichten sowie die „Aufhebung der Rassenschranken“ durch die Verfassung und Legislative erfolgen soll.
Seine liberale Haltung geriet in die Kritik und führte zu einem Kurswechsel dieser Organisation. In seine Amtszeit fielen jedoch erfolgreiche Bemühungen, mit denen die Aktivitäten und Strukturen des ANC neu belebt und dieser zu einer Massenorganisation ausgebaut wurde.
Auf Xumas Initiative hin reformierte man die internen Strukturen 1943 mittels einer neuen Satzung, wobei die Grundlagen der Mitgliedschaft maßgeblich verändert wurden. Diese Veränderungen nannte man Xuma Constitution. Künftig war die Mitgliedschaft an einen geregelten finanziellen Beitrag gebunden, Frauen erhielten die gleichen Mitgliedsrechte wie Männer und Personen aus allen südafrikanischen Bevölkerungsgruppen konnten aufgenommen werden sowie das privilegierte „House of Chiefs“ wurde abgeschafft. Zusätzlich entstanden in seiner Amtszeit vielfältige Kontakte zu anderen Protestgruppen innerhalb der Anti-Apartheidsbewegung. Das betraf in besonderer Weise die Zusammenarbeit mit dem South African Indian Congress (SAIC). Eine vergleichbare Vereinbarung erzielte Xuma am 9. März 1947 mit Gagathura Mohambry Naicker vom Natal Indian Congress und mit Yusuf Dadoo vom Transvaal Indian Congress. Xumas Verdienst in diesem Zusammenhang ist die gemeinsame Positionsfindung zwischen wichtigen politischen Organisationen der schwarzen und indischstämmigen Bevölkerung während der sich zuspitzenden Apartheidslage in Südafrika. Konservativ geprägte ANC-Mitglieder beurteilten diesen Kurs kritisch, weil sie einen zu großen Einfluss der Partnerorganisationen der indischstämmigen Bevölkerung innerhalb des ANC befürchteten. In Folge dieser Entwicklung nahm der Druck durch radikale Positionen auf Xuma zu, teilweise aus der ANC-Jugendorganisation kommend, was zu einer vermehrten Kooperation der Jugendorganisation mit der South African Communist Party führte. Gegen ihn bildete sich eine wachsende interne Opposition, deren Forderungen schließlich zu seinem Rücktritt als ANC-Präsident führten. In diesem Amt folgte ihm 1949 James Sebe Moroka. Zu den politischen Kontrahenten zählten die jungen Aktivisten Nelson Mandela, Walter Sisulu und Oliver Tambo. Gemeinsam setzten sie sich für ein offensiveres Vorgehen gegen die wachsende Rassentrennungspolitik in Südafrika ein.
Xuma starb 1962 in einem Krankenhaus des Stadtteiles Soweto von Johannesburg.

## Würdigungen und Ehrungen
- Xuma wurde an der Cornell University in die Liste der Alpha Phi Alpha-Studentenverbindung unter der Gruppe service and social reform aufgenommen.
- In Durban benannte man die Dr AB Xuma Street nach ihm.[11]
- Im Johannesburger Stadtteil Sophiatown errichtete man im ehemaligen Wohnhaus von Xuma das Sophiatown Museum. Das Gebäude erhielt 1998 den Status eines Nationaldenkmals. Die Gründung des Museums erfolgte auf Initiative der Stadt Johannesburg und des Trevor Huddleston CR Memorial Centre (THMC).[12][13]
- Dr AB Xuma Memorial Lecture (Gedenklesung) an der University of Oxford, beispielsweise durch Vusi Madonsela (Director General, Department of Social Development, South Africa)[3]
- Umbettung und „spezielles Staatsbegräbnis“ am 8. März 2020 in Ngcobo[14]